# Doom:vs
Doom:vs (da leggere Doom us) è il progetto solista di Johan Ericson, una One man band di genere funeral doom metal. Ericson è anche chitarrista e compositore della gothic/doom metal band svedese Draconian.

## Discografia
Album in studio
- 2006 - Aeternum Vale
- 2008 - Dead Words Speak
- 2014 - Earthless

Demo
- 2004 - Empire of the Fallen